# Яндекс Расписания
«Яндекс Расписания» — бесплатная служба от компании «Яндекс», с помощью которой можно узнать точное расписание самолётов, поездов, электричек и автобусов, а также цены на билеты.

## Особенности
- С помощью службы «Яндекс Расписания» можно узнать точное расписание самолётов, поездов, электричек и автобусов не только по России, Беларуси, Украине, Казахстану, но и по всему миру.
- Существует также мобильная версия[2], с помощью которого можно узнать расписание вдали от компьютера.
- Фильтры на странице результатов поиска расписания позволяют ограничивать количество показываемых поездов по городу, станции или номеру поезда; а количество показываемых поездов зависит от выбранного масштаба. Чем подробней масштаб, тем больше поездов в регионе можно увидеть[3].

### Яндекс Самолётики
«Яндекс Самолётики» — служба, позволяющая отслеживать примерное местоположение любого самолёта в реальном времени. Часть сервиса Яндекс Расписания.
- Самолёты летают по кратчайшему расстоянию между двумя находящимися на поверхности сферы точками (в действительности маршруты проложены по специальным воздушным коридорам)[4]. Фактическое местоположение самолётов доступно на службах Flightradar24 и Planefinder.net.

### Яндекс Паровозики
«Яндекс Паровозики» — служба, позволяющая отслеживать расчётное местоположение любого поезда в реальном времени. Часть сервиса Яндекс Расписания.
- Поезда следуют по перегонам с некоторой усредненной скоростью, соответствующей расстоянию и времени следования между двумя ближайшими станциями, на которых поезд имеет остановку. Так как при этом не учитываются время проследования отдельных раздельных пунктов, приказы по скоростям (эта информация считается на железной дороге служебной), опережения и задержки в движении, неувязки в местоположении поезда могут достигать нескольких километров (ошибка тем больше, чем больше расстояние между двумя соседними станциями, на которых поезд имеет остановку).

В апреле 2012 года на сайте ОАО «РЖД» был запущен сервис, также позволяющий отслеживать движение поездов онлайн. Служба предоставляет данные о фактическом местонахождении поездов, используя данные аппаратуры СЦБ, САИ ПС, АСОУП, ГЛОНАСС.

### Яндекс Автобусики
«Яндекс Автобусики» — служба, позволяющая отслеживать расчётное местоположение любого автобуса в реальном времени. Часть сервиса Яндекс Расписания.
- Автобусы следуют по автодорогам с некоторой усредненной скоростью, соответствующей расстоянию и времени следования между двумя ближайшими пунктами, на которых автобус имеет остановку. При этом не учитываются время проследования отдельных «остановок по требованию», загруженность дорог, возможные пробки на маршруте и следование автобуса по маршруту с опережением расписания, что в реальности влечёт за собой увеличенную стоянку на ближайшей остановке.